# Courtney Lee
Courtney Lee (nascut el 3 d'octubre de 1985 a Indianapolis, Indiana) és un jugador de bàsquet estatunidenc que pertany a la plantilla de New York Knicks de l'NBA. Mesura 1,96 metres d'alçada, i juga en la posició d'escorta.